# Provincia del Maryland
La provincia del Maryland è stata una colonia inglese del Nordamerica fondata nel 1632. In seguito alla guerra d'indipendenza americana parte di essa diventò lo stato federato del Maryland.
Il nome della colonia (in latino Terra Mariae) venne scelto non tanto in onore della Vergine Maria, come a volte si dice, bensì in onore della regina Henrietta Maria di Francia, consorte del re Carlo I d'Inghilterra.
Fu una delle tredici colonie a fondare gli Stati Uniti d'America.

## Storia
Nel 1632, il cattolico George Calvert, primo barone Baltimore, richiese al re d'Inghilterra Carlo I l'autorizzazione (Royal Patent) per creare la Provincia del Maryland. Il re la concesse, nominando il Baltimore "assoluto signore ed unico proprietario" della Colonia del Maryland, col diritto di farsi rappresentare da un Conte palatino. George Calvert morì nell'aprile di quell'anno, ma l'autorizzazione venne rinnovata in capo al figlio, Cecilius Calvert, secondo baron Baltimore, il 20 giugno dello stesso anno.
La colonia venne fondata il 25 marzo 1634 da un gruppo di circa duecento persone, guidate da Leonard Calvert, fratello di Cecilius.
La nuova colonia, il cui primo governatore fu proprio Leonard Calvert, divenne una delle poche aree del Nord America britannico in cui i cattolici erano in maggioranza. Il Maryland, con l'Atto di Tolleranza del Maryland del 1649, fu uno dei primi paesi al mondo a consentire in maniera esplicita la libertà religiosa, sebbene unicamente alle varie confessioni cristiane che riconoscessero la Trinità. Gli ebrei e gli unitari vennero ammessi nei pieni diritti politici solo nel 1826. L'Atto di tolleranza è anche stato visto come una delle matrici su cui verrà elaborato il primo emendamento della costituzione americana, che garantisce, tra l'altro, la libertà religiosa.
St. Mary's City, il più ampio insediamento originario, fu la capitale della colonia fino al 1708. Quando la Virginia rese obbligatorio il culto anglicano, molti Puritani emigrarono da lì al Maryland, dove gli fu concesso il terreno per un insediamento, Providence (l'odierna Annapolis). Nel 1650, i puritani si ribellarono al governo dei Calvert e presero il potere, mettendo fuori legge cattolici ed anglicani. Durante il governo rivoluzionario dei puritani, la persecuzione dei cattolici portò alla distruzione di tutte le chiese cattoliche del Maryland meridionale.
Nel 1658 i Calvert ripresero il controllo della colonia, ripristinando l'atto di tolleranza. Dopo la rivoluzione inglese del 1689 i Calvert, in quanto cattolici, persero di nuovo il controllo della provincia finché nel 1715 riottennero la loro proprietà dopo aver aderito pubblicamente all'anglicanesimo.  Nel 1771 morì ancor giovane il sesto e ultimo Lord Baltimore lasciando per testamento la proprietà al figlio illegittimo Henry Harford (1758-1835) che fu privato dei suoi diritti dalla rivoluzione americana nel 1776 (effettivamente nel 1780), i tentativi di avere almeno i beni fondiari furono respinti dal nuovo governo poiché erano già stati ipotecati dai rivoluzionari per finanziare i debiti del nuovo Stato.
Nel 1708 la capitale della colonia fu spostata a Providence, ribattezzata Annapolis in onore della regina Anna. Di St. Mary's City, rimangono oggi solo resti archeologici.
La regia patente, basandosi su una carta geografica approssimativa, aveva incluso nella nuova colonia i territori tra il fiume Potomac ed il quarantesimo parallelo. Filadelfia, la maggiore città della Pennsylvania, sarebbe così venuta a trovarsi nel Maryland. La famiglia Calvert si accordò così con la famiglia Penn, che controllava la Pennsylvania, per incaricare due supervisori, Charles Mason e Jeremiah Dixon, di tracciare un nuovo confine tra le due colonie, che verrà appunto denominato linea Mason-Dixon. La Mason-Dixon, tracciata nel 1763, in seguito, dividerà gli stati schiavisti (a sud), da quelli non schiavisti (a nord).